# Oslavička (Fluss)
Die Oslavička  ist ein rechter Zufluss der Oslava in Tschechien.

## Geographie
Die Oslavička entspringt einen Kilometer östlich von Benetice am Fuße des Hügels Skalníky (642 m) in den Arnolecké hory im Naturpark Třebíčsko. Der Bach fließt zunächst nach Osten, vorbei an Horní Vilémovice und Hroznatín, nach Vlčatín. Hier folgt die Bahnstrecke Náměšť nad Oslavou – Velké Meziříčí seinem weiteren Lauf gegen Nordost. In Oslavička speist die Oslavička den Teich Oslavičský rybník und nachfolgend bei Ovčírna den Benetínský rybnik. An Oslavice vorbei erreicht die Oslavička nach 15,3 Kilometern südlich von Velké Meziříčí die Oslavice. Unterhalb ihrer Einmündung nimmt das tief eingeschnittene Tal  Nesměřské údolí seinen Anfang.
Die Oslavička hat keine nennenswerten Zuflüsse.